# Joe Giba
Joseph Michael "Joe" Giba (Aurora, Colorado, 3 september 1909 - Denver, Colorado, 1 oktober 1986) was een Amerikaans autocoureur. Hij schreef zich in 1958 in voor de Indianapolis 500, maar wist zich niet te kwalificeren. Deze race was ook onderdeel van het Formule 1-kampioenschap. Giba's carrière duurde 33 jaar waarin hij in totaal 22 overwinningen boekte. Hij werd de eerste niet-kampioen die een levenslange lidmaatschap voor de Rocky Mountain Midget Racing Association kreeg aangeboden. In 1986 overleed Giba aan longkanker.